# 客氏
客氏（1580年10月19日—1627年11月17日:40—41），明朝皇帝明熹宗朱由校乳母，魏朝、魏忠賢的菜戶。

## 生平
客氏的生日是十月十九日，原籍河北定興。平民侯二之妻，生子侯國興:40。

### 入宮
万历三十三年（1605年），十八歲的客氏成為皇孙朱由校（明熹宗）的乳母，由此进入明朝后宫。这与当时的明宫规定“生皇子，用生女奶口；生皇女，则用生男奶口”不符。有研究者认为，这是因皇家制度未被严格执行之故。客氏入宫不久。丈夫侯二逝世:40。
万历四十八年（1620年），明熹宗即位不久，便封乳母客氏為奉聖夫人。儿子侯国兴授锦衣卫指挥使。按明宫惯例，客氏应居乾西二所，但她获准“另设吃膳处于所内侧室”。天启改元后，客氏迁居紫禁城西北部的咸安宫:41。天启元年（1621年），明熹宗特旨允许客氏可以随时出宫回到私邸。而除她的兒子侯国兴外，弟弟客光先及魏忠贤的哥哥魏钊均封锦衣卫千户。

### 權力漸大
客氏依仗熹宗對她的眷顾，与魏忠贤勾结作恶多端，人称“客魏”，把持朝政多年。每逢客氏生辰，熹宗定亲自祝贺。客氏出行皆乘八抬大轿，其排场不亚于皇帝。出宫入宫，随行护卫达数百人，宫中内侍要跪叩迎送，清尘除道。有道士歌于市曰：“委鬼当头坐，茄花遍地生。”
她在明熹宗面前从来不以乳母自居，史称客氏即便四十多岁时，面色依旧如二八丽人，而且打扮入时，其美豔和衣饰，和她的年龄、身分极不相称，客氏为了保持美豔，使青春永驻，平时总是选三五个年轻貌美的宫女唾液梳理头发，以保持秀发如云，乌黑光润，客氏曾说此方传自岭南老人，名叫“群仙液”，可令人老无白发。客氏在宫中，每日浓妆豔抹，又喜歡仿效江南服饰妆扮，广袖低髻，极为妖冶，宫中竟率相模仿，秀发如云无疑平添风韵，更具女性的妩媚多情，在熹宗面前展現风骚，朝夕侍从左右。客氏还有一种烹饪的绝技，熹宗的膳餐必经客氏调视，方才适口。
客氏與魏朝、魏忠賢等宦官對食，“忠贤告假，则客氏居内；客氏有假，则忠贤留中”。魏朝与魏忠贤为了得到客氏，曾经起过争执，而最后由熹宗裁决将客氏配给魏忠贤。而心腸狠毒的客氏又以殘忍手段，害死數個曾被熹宗臨幸過的嬪妃，張裕妃懷孕臨產，客氏竟斷其飲食，裕妃饑渴難忍，暴雨之夜，到屋檐下接雨水喝，最後哭喊著斷氣。客氏與魏忠賢禍亂朝廷，甚至矯詔，逼迫先帝光宗的妃子趙選侍自殺。

### 遭到清算
天啟七年（1627年）十一月，熹宗駕崩，崇祯帝即位後，籍沒宦官魏忠賢及客氏。魏忠賢在阜城上吊自殺。当年十一月十七日，乾清宫管事赵本岐奉命將客氏活活笞死於浣衣局，在净乐堂焚尸扬灰。客氏时年三十七岁（虚岁），一说四十岁:41。她的兒子侯国兴、弟弟客光先與魏忠賢的侄兒魏良卿同日斩首。

## 勾引熹宗之說
根據史料记载，客氏的私生活不檢點，与太監魏朝、魏忠贤對食：「每日清晨入清暖閣侍帝，甲夜後回咸安宫」。《明季北略》称客氏生得妖豔，明熹宗被她迷惑，但有研究者指，“这不见于其他记载，只能做为传疑之词”:40。道光年間浙江湖州人抱陽生認為，所谓“邀上淫宠”，客氏漂亮狐媚，展尽春色，以乳母的身份勾引色誘明熹宗，明熹宗经不住美色的诱惑，二人可能有染，發生肉體關係，惟並無給與確切資料來源，皇宮內與宦官勾結，然而要勾引皇帝，此假說在女官制度健全的明代可信度並不高。

## 藝術形象
梁羽生名作《白髮魔女傳》中，亦有描述客氏，為小說的反派人物，也曾改編為電視劇（見下）。 
1977年佳藝電視電視劇 《白髮魔女傳》  丁櫻飾
1986年亞洲電視電視劇 《白髮魔女傳》  丁櫻飾
1993年電視劇  《大太監與小木匠》  席曼寧飾
1995年無綫電視 電視劇《白髮魔女傳》  劉桂芳飾
1996年電視劇《新龍門客棧(電視劇)》  張露飾
1999年電視劇《 小迷糊闖江湖》  崔紅紅飾
2005年電視劇 《錦衣衛》  馬伊琍飾
2007年電視劇 《明宮謎案》  楊曉陽飾
2012年電視劇 《明珠遊龍》  納伊莎飾